# 奇波拉 (佛羅里達州)
奇波拉（英語：Chipola）是位於美國佛羅里達州卡爾霍恩縣的一個非建制地區。該地的面積和人口皆未知。

## 地理
奇波拉的座標為30°30′18″N 85°07′06″W / 30.50500°N 85.11833°W，而該地的平均海拔高度為40米（即131英尺）。